# Ptychopseustis pavonialis
Ptychopseustis pavonialis là một loài bướm đêm trong họ Crambidae.